# Youghiogheny Bank of Pennsylvania
Youghiogheny Bank of Pennsylvania, také známý jako Old State Bank, je dům stojící v Perryopolisu, Fayette County v Pensylvánii. Byl postaven asi v roce 1817, a je to přízemní, čtvercová pískovcová budova. Měří 25 čtverečních stop a má sedlovou střechu. Jednopodlažní, zadní přístavek byl přidán asi roku 1935. Byl postaven jako banka a tak používán až do roku 1819. Poté to byla škola, metodistický kostel, obchod, pošta, bazén, stánek s ovocem, restaurace a ordinace. Dnes se zde nachází muzeum, které provozuje Perryopolis Area Heritage Society.
V roce 1997 byl zařazen do National Register of Historic Places.